# Adele Girard
Adele Girard, (Holyoke, 1913. június 25. – Denver, 1993. szeptember 7.) amerikai dzsesszhárfás. Adele Beatrice Girard Marsala dixieland- és swingzenét játszó hárfaművész volt. Az első nő volt, aki koncerthárfát használt a dzsesszben. Joe Marsala klarinétos házastársa volt.

## Pályafutása
Adele Beatrice Girard volt az első nő, aki dzsesszhárfán játszott. Casper Reardon pedig az első férfi.
Girard tizennégyévesen kezdett hárfázni. 1933-ban első hivatásos zenei munkájaként a chicagói Harry Sosnik szaxofonos zenekarának énekese volt. Tizenkilenc éves volt, aikor Sosnik megtudta, hogy tud hárfázni, és akkor vett neki egyet. 1935-ben New Yorkban Dick Stabile szaxofonos zenekarával lépett fel, 1936-ban pedig a Teagarden fivérekkel (Jack és Charles) és Frankie Trumbauerrel New Yorkban. Amikor a Teagardenek egyszer turnéztak, Girard attól tartott, hogy nem tudja kifizeni a az első hárfáját, ezért megkérte a Hickory Steakhouse tulajdonosát, hogy segítsen. A tulajdonos bemutatta Joe Marsalának. 1937-ben összeházasodtak. 
Marsala, Eddie Condon és Buddy Rich is tíz éven át dolgozott a Hickory House zenekarában. Girard bármilyen dallamra tudott rögtönözni. 
Adele rajongói közé tartozott a James Bondok írója, Ian Fleming és Harpo Marx − akiknek hárfaórákat is adott.

## Lemezek
- https://adpprod1.library.ucsb.edu/index.php/mastertalent/detail/110380/Girard_Adele